# 漢字Talk
漢字Talk（かんじとーく）は、Appleが1996年まで使用していたMacintoshのオペレーティングシステムであるClassic Mac OSの日本語版につけた名前。翻訳されたアプリケーションで構成されており、日本語フォントが設定され、ことえりと呼ばれる日本語入力システムが搭載されていた。このソフトウェアは日本でのみ発売され、サポートもアップルコンピュータジャパンのMacintoshのみを対象とした。

## 沿革

### 開発指示
1985年（昭和60年）、Macintosh部門の責任者であったスティーブ・ジョブズからの指示により、ジェームス比嘉とケン・クルグラー、Mark Davisらにより開発が始められる。大座畑重光によると漢字TalkのTalkはSmalltalkからとったという。

### 漢字Talk 1.0[4]
- System 3.0と共に1986年（昭和61年）に披露され、最初はMacintosh Plusに割り当てられた。[5]
- 日本語フォントとしてSapporo、Kyotoが付属[6]
  - 漢字Talk 1.1

### 漢字Talk 2.0[4]
- 1987年[7]：同時発売されたMacintosh IIとMacintosh SE向けに開発が間に合わず、購入者に後日発送された。
- System 4.1をベースとしていた[8]。
- 日本語入力フロントエンドプロセッサとして2.0変換を搭載[9]。
- 日本語フォントとしてOsaka、Kyotoが付属[6]

### 漢字Talk 6.0
- 1989年3月[10][11]
- ベースのシステムとFinderとバージョン番号が同期するようになる。
- カレンダーを正月三が日のいずれかにセットして立ち上げるとスタートアップ時の"Welcome to Macintosh"画面に「あけましておめでとうございます」が表示された[12]。
  - 漢字Talk 6.0.2
  - 漢字Talk 6.0.3：Macintosh IIcxに付属。
  - 漢字Talk 6.0.4：英語システムから約2年の遅れでMultiFinder対応。Macintosh IIci、Macintosh Portableに付属。
  - 漢字Talk 6.0.5：1990年6月[10]Macintosh IIfxに付属。
  - 漢字Talk 6.0.7：日本語TrueTypeフォントへの対応[4]。アップグレードの場合、日本語HyperCard 2.0 Liteが付属した[13]。アップグレード料金は9000円[13]。System 6.0.6ベース。
  - 漢字Talk 6.0.7.1：1991年10月21日 PowerBook 100、PowerBook 140、PowerBook 170に付属[要出典]。System 6.0.7ベース。

### 漢字Talk 7 リリース7.1
- WorldScript IIに対応したSystem 7.1[14]をベースに1992年12月リリース[15][16]。
- インプットメソッドとして新しくことえりを採用[15]。
- 一般公募で決定された「おにぎり」が愛称だったことがある[17]。
- 画面のデザインがカラー化され、ラベル機能など色を生かしたインタフェースが搭載された。
  - 漢字Talk 7.1.1：PowerBook Duo 210、PowerBook Duo 230に付属。
  - 漢字Talk 7.1.2：Power Macintosh 8100、Power Macintosh 7100、Power Macintosh 6100、Macintosh LC 630に付属、初のPowerPC対応を果たす。

### 漢字Talk 7.5
それまでApple Internetスタータキットの一部として別売りだった、MacTCPが標準添付されている。
- 漢字Talk 7.5.1：1995年 Performa 6260[20]、Power Macintosh 6300[21]に付属。
- 漢字Talk 7.5.2：1995年 初代のPower Macintosh 9500、Power Macintosh 8500、Power Macintosh 7500、PowerBook 5300、PowerBook 190、PowerBook Duo 2300c/100に付属。ネットワーク周りなど多数の問題を抱えていた[22]。
- 漢字Talk 7.5 バージョン7.5.3：1996年5月 マイナーアップデートされたPower Macintosh 9500、Power Macintosh 8500、Power Macintosh 7500に付属[23]。
  - 漢字Talk 7.5 バージョン7.5.3 リリース2：1996年9月3日発表[24]。かつて一部フォントを除いたディスクイメージが無償ダウンロード提供されていた[25]。
- 漢字Talk 7.5.5：1996年11月14日発表[26]

### グローバルな名称への統合
System 7.6として発表されていたOSは、リリース時にMacintosh互換機へのライセンスとの兼ね合いで、Mac OS 7.6という名称とされ、漢字Talkという日本語版のみの独自名称の利用は7.5.5までで終わった。なお、同じ漢字文化圏のCJKVである中国語や韓国語は漢字Talk 7.1と同期のSystem 7.1から対応しているが、「漢字Talk」の名称は用いず最初からSystem 7.1として対応している。

## 仕様
漢字Talkでの内部文字コードは、6.0.xまではShift-JISを使い、7.1からAppleも策定に協力したUnicode に取って代わられたが、採用している漢字およびフォントはJISのものに縛られていた。

### 日本語フォント
- Sapporo：漢字Talk 1.0に搭載されたゴシック体[32] のビットマップフォント。
- Kyoto：漢字Talk 6.0、漢字Talk 7.1まで搭載された明朝体のビットマップフォント。
- Osaka：Sapporoに代わって搭載されたゴシック体のビットマップフォントで、システムフォントとなった。 漢字Talk 7.1からTrueTypeフォント。漢字Talk 7.1から標準搭載。[33]
- リュウミンL-KL：漢字Talk 7.1から搭載された明朝体のTrueTypeフォント[15]。ロックがかかっておりアウトラインがとれない。
- 中ゴシックBBB：漢字Talk 7.1から搭載されたゴシック体のTrueTypeフォント[15]。ロックがかかっておりアウトラインがとれない。
- 平成角ゴシック W5：漢字Talk 7.1から搭載されたゴシック体のTrueTypeフォント[15]。
- 平成ゴシック体W5：漢字Talk 7.1に標準搭載されたTrueTypeフォント。[33]
- 平成明朝 W3：漢字Talk 7.1から搭載された明朝体のTrueTypeフォント[15]。
- 本明朝-M：漢字Talk 7.1から搭載された明朝体のTrueTypeフォント[15]。
- 丸ゴシック-M：漢字Talk 7.1から搭載された丸ゴシック体のTrueTypeフォント。本明朝-Mと同じリョービイマジクスの書体「シリウス-M」[15]。

### 欧文TrueType
漢字Talk 7.1から標準搭載された9書体のTrueTypeフォント。BitStream社が提供した。
- Athens (スラブセリフ)
- Cairoは、装飾記号フォントであり、z文字の位置にある犬小屋で知られていた。
- Chicago (サンセリフ) は、System 1– Mac OS 7.6 のデフォルトのシステムフォント。iPodの LCD 画面にも搭載されていた。
- Geneva (サンセリフ) は、小さなポイントサイズ向けに設計され、Mac OSユーザインターフェイスのすべてのバージョンで普及していた。名前は、スイスの書体Helveticaからのインスピレーションによる。9ポイントのGenevaフォントはOld World ROM Macに組み込まれている。
- London (ブラックレター) 古英語スタイルのフォント
- Los Angeles (スクリプト) 手書き風の細いフォント
- Mobile ビットマップのディンバットフォント。System 6以前はTaliesinであった。
- Monaco （サンセリフ、モノスペース）は、9～12ptの使用に適した固定幅フォント。10ポイントのMonacoフォントはOld World ROM Macに組み込まれている。
- New York (セリフ) は、Times Romanからインスピレーションを得たフォント。Times RomanはロンドンのTimesに使われたフォントである。